# Berlinit
Berlinit är ett aluminiumfosfatmineral, Dess formel är AlPO4 och mineralet är piezoelektrisk och strukturellt besläktat med kvarts, vilket det till utseendet är identiskt med. Den är ett sällsynt hydrotermiskt eller metasomatiskt fosfatmineral vid hög temperatur. Den har samma kristallstruktur som kvarts med en lågtemperatur polytyp isostrukturell med α–kvarts och en hög temperatur polytyp isostrukturell med β–quartz. Berlinit kan variera från färglös till gråaktig eller ljusrosa och har genomskinliga kristaller.

## Förekomst
Berlinit hittades först av professor Christian Wilhelm Blomstrand i Västanå järngruva och är uppkallat efter professorn vid Lunds universitet, Nils Johan Berlin. I Västanå förekommer mineralet tillsammans med andra fostfatmineral, till exempel lazulit, augelit och takolit.
Det förekommer som ett sällsynt mineral i hydrotermiska eller metasomatiska avlagringar vid hög temperatur. Associerade mineraler är augelit, attakolit, kyanit, pyrofyllit, skorzalit, lazulit, gatumbait, burangait, amblygonit, fosfosiderit, purpurit, apatit, muskovit, kvarts, hematit i granitpegmatiter. Det förekommer också med alunit, aragonit, collofan, crandalit, frankoanellit, gips, huntit, hydromagnesit, leukofosfit, nesquehonit, niter och nitrokalcit i Paddy's River-koppargruvan i Brindabellabergen i Australien.